# جوان (دهانه)
جوان یک دهانه برخوردی در ماه‌ است.

## دهانه‌های اقماری
این دهانه ۷ دهانه اقماری دارد.
| Seneca | عرض جغرافیایی | طول جغرافیایی | قطر          |
| ------ | ------------- | ------------- | ------------ |
| A      | ۲۶.۴° N       | ۷۵.۷° E       | ۱۷.۰ کیلومتر |
| C      | ۲۶.۳° N       | ۷۵.۱° E       | ۲۲.۰ کیلومتر |
| B      | ۲۷.۲° N       | ۷۷.۴° E       | ۲۸.۰ کیلومتر |
| E      | ۲۹.۲° N       | ۷۹.۶° E       | ۱۶.۰ کیلومتر |
| D      | ۲۶.۶° N       | ۸۱.۳° E       | ۱۸.۰ کیلومتر |
| G      | ۲۹.۴° N       | ۸۳.۲° E       | ۱۹.۰ کیلومتر |
| F      | ۲۹.۵° N       | ۸۱.۹° E       | ۱۵.۰ کیلومتر |